# 阿克薩爾普山
46°42′37″N 8°03′39″E / 46.710333°N 8.060817°E

阿克薩爾普山（Axalphorn），是瑞士的山峰，位於該國中部，由伯恩州負責管轄，屬於伯訥前阿爾卑斯山脈的一部分，處於伯爾尼台地，海拔高度2,320米，每年平均降雨量2,465毫米。